# Neumünster (Altenmünster)
Neumünster ist ein Kirchdorf und Ortsteil der Gemeinde Altenmünster im schwäbischen Landkreis Augsburg in Bayern. Zur Gemarkung gehört auch die Einöde Aspachhof.

## Geografie
Die Kreisstraße A 20 führt von der Landkreisgrenze (GZ 24 von Landensberg) über Neumünster und die St-2027-Umgehung von Unterschöneberg und mündet bei Wörleschwang in die Kreisstraße A 12.

## Geschichte
Von 1862 bis 1929 gehörte die selbstständige Gemeinde Neumünster mit ihren Ortsteilen Aspachhof und einem Teil von Violau zum Bezirksamt Zusmarshausen und ab 1929 zum Bezirksamt Wertingen, das ab 1939 dann als Landkreis Wertingen bezeichnet wurde. Im Zuge der Gebietsreform in Bayern wurde Neumünster am 1. Juli 1972 dem Landkreis Augsburg (zunächst mit der Bezeichnung Landkreis Augsburg-West) zugeschlagen. Am 1. Mai 1978 erfolgte die Eingemeindung in die Gemeinde Altenmünster.
Neumünster und Aspachhof gehören zur katholischen Pfarrei St. Michael in Violau.